# خوسيه ماريا دا سيلفا
خوسيه ماريا دا سيلفا هو لاعب كرة قدم برازيلي، ولد في 27 أغسطس 1942. لعب مع نادي بانغو أتلتيكو.